# Тори (Пистоја)
Тори је насеље у Италији у округу Пистоја, региону Тоскана.
Према процени из 2011. у насељу је живело 20 становника. Насеље се налази на надморској висини од 877 м.